# Хайнрих XVII фон Флекенщайн
Хайнрих XVII фон Флекенщайн (на немски: Heinrich XVII von Fleckenstein; * пр. 1499; † сл. 1517) е благородник от фамилията Флекенщайн до северните Вогези в Елзас.

## Произход
Той е син на Якоб II фон Флекенщайн († 1514) и съпругата му Вероника фон Андлау († 1496), дъщеря на Лазарус I фон Андлау († 1494/1495) и Юдит фон Рамщайн († 1495). Брат е на Барбара фон Флекенщайн († сл. 1535), омъжена 1490 г. за фрайхер Хайнрих XVIII (XVII) фон Флекенщайн-Дагщул († 1535), на Лудвиг фон Флекенщайн († 1538/1541), фрайхер на Флекенщайн, и на Якоб III фон Флекенщайн († 1526), господар на Нидерщайнбах-Пфафенхофен, шериф на Гермерсхайм.

## Фамилия
Хайнрих XVII фон Флекенщайн се жени за Маргарета Бегерин фон Блибург. Те имат три деца:
- Волфганг фон Флекенщайн (* пр. 1520; † 1542), женен за Катарина Манголд († сл. 1542), няма деца
- Фридрих X фон Флекенщайн (* пр. 1520; † 25 февруари 1568), фрайхер на Флекенщайн, женен за Анна Кемерер фон Вормс-Далберг (* пр. 1535; † 15 септември 1563), няма деца
- Агата фон Флекенщайн (* пр. 1512; † сл. 1547), неомъжена

## Галерия
- Замък Флекенщайн
- Останки от замък Флекенщайн